# Кровеносные сосуды

Кровеносные сосуды тела человека (схема)

Кровено́сные сосу́ды — эластичные трубчатые образования в теле человека, животных, по которым силой ритмически сокращающегося сердца или пульсирующего сосуда осуществляется перемещение крови по организму: к органам и тканям — по артериям, артериолам, капиллярам, и от них к сердцу — по венулам и венам.

## Классификация кровеносных сосудов
Среди сосудов кровеносной системы различают артерии, вены и сосуды системы микроциркуляторного русла; последние осуществляют взаимосвязь между артериями и венами и включают, в свою очередь, артериолы, капилляры, венулы и артериоло-венулярные анастомозы. Сосуды разных типов различаются не только по своему диаметру, но также по тканевому составу и функциональным особенностям.
- Артерии — сосуды, по которым кровь движется от сердца. Артерии имеют толстые стенки, в которых содержатся мышечные волокна, а также коллагеновые и эластические волокна. Они очень прочные и могут сужаться или расширяться — в зависимости от количества перекачиваемой сердцем крови. Текущая по артериям кровь насыщена кислородом (исключение составляет лёгочная артерия, по которой течёт венозная кровь)[3][4].
- Артериолы — мелкие артерии (диаметром менее 300 мкм), по току крови непосредственно предшествующие капиллярам. В их сосудистой стенке преобладают гладкие мышечные волокна, благодаря которым артериолы могут менять величину своего просвета и, таким образом, сопротивление. Самые мелкие артериолы — прекапиллярные артериолы, или прекапилляры — сохраняют в стенках лишь единичные гладкомышечные клетки[5][6].
- Капилляры — это мельчайшие кровеносные сосуды, настолько тонкие, что вещества могут свободно проникать через их стенку. Диаметр их просвета колеблется от 3 до 11 мкм, а общее число в организме человека — около 40 млрд. Их суммарная длина, по современным представлениям, составляет порядка 9000-19 000 км.[7] Через стенку капилляров (уже не содержащую гладкомышечных клеток) осуществляется отдача питательных веществ и кислорода из крови в клетки и переход углекислого газа и других продуктов жизнедеятельности из клеток в кровь[8][9].
- Венулы — мелкие кровеносные сосуды, обеспечивающие в большом круге отток обеднённой кислородом и насыщенной продуктами жизнедеятельности крови из капилляров в вены. Делятся на примыкающие к капиллярам посткапиллярные венулы (посткапилляры) диаметром от 20 до 30 мкм и собирательные венулы диаметром 20—50 мкм, впадающие в вены[10].
- Вены — это сосуды, по которым кровь движется к сердцу. По мере укрупнения вен их число становится всё меньше, и в конце концов остаются лишь две — верхняя и нижняя полые вены, впадающие в правое предсердие. Стенки вен тоньше, чем стенки артерий, и содержат соответственно меньше мышечных волокон и эластических элементов[11][12].
- Артериоло-венулярные анастомозы — сосуды, обеспечивающие непосредственный переток крови из артериолы в венулу — в обход капиллярного русла. Содержат в своих стенках хорошо выраженный слой гладкомышечных клеток, регулирующих такой переток[13][14].

## Строение кровеносных сосудов

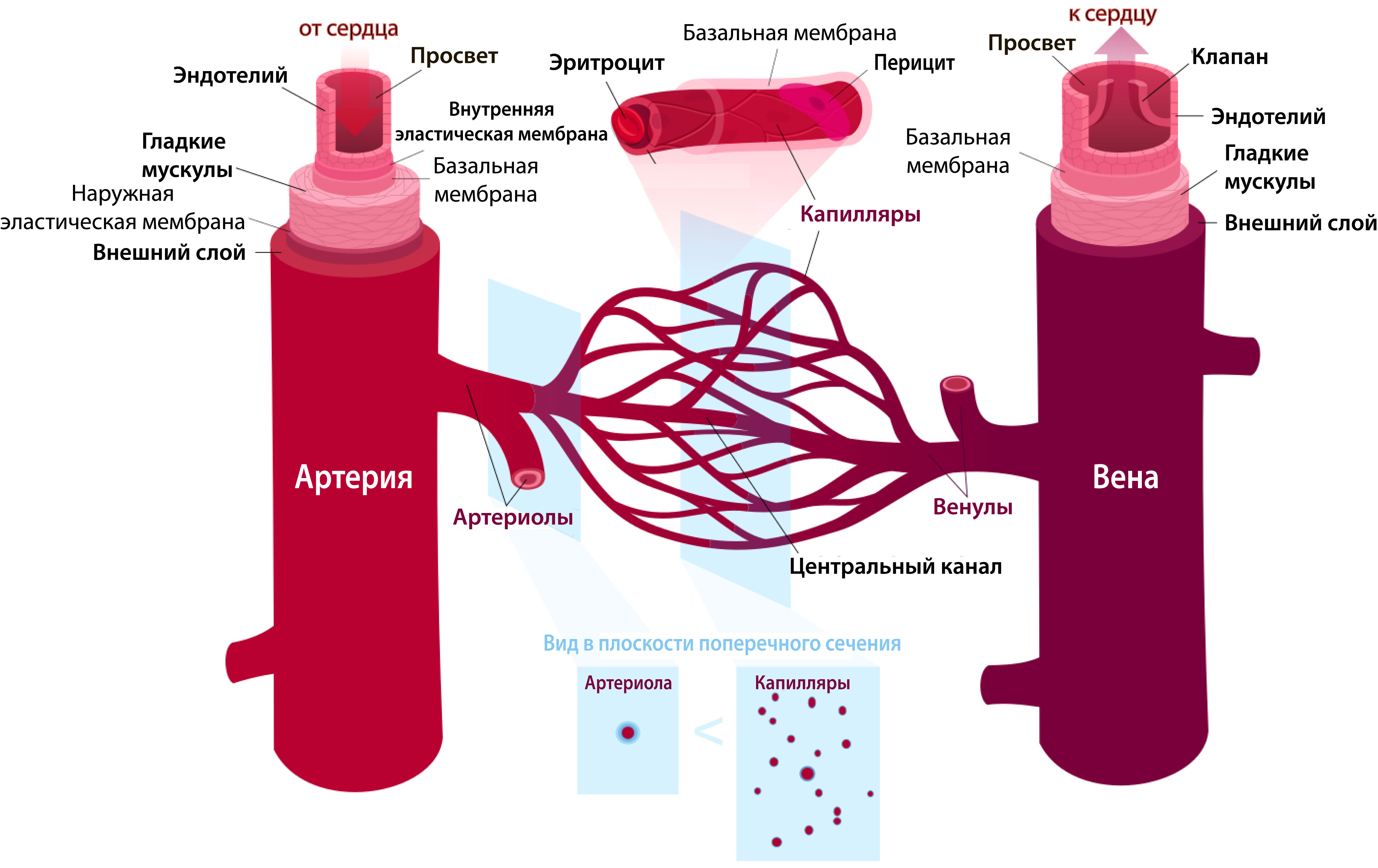
Строение кровеносных сосудов

Стенки всех артерий и вен состоят из трёх оболочек:
- Внутренний слой (лат. tunica intima, tunica interna). Является самым тонким слоем. Это один слой плоских клеток — эндотелий (также называемый простой плоский эпителий), склеенных полисахаридным межклеточным матриксом, и окруженный тонким слоем субэндотелиальной соединительной ткани, переплетенной с рядом расположенных по кругу эластичных лент, называемых внутренней эластичной мембраной. Тонкая базальная мембрана из эластичных волокон в внутренней оболочке проходит параллельно сосуду;
- Средний слой (лат. tunica media) — самый толстый слой стенки у артерий. Он состоит из расположенных по кругу эластичных волокон, соединительной ткани, полисахаридных веществ. Второй и третий слой разделены другой толстой эластичной лентой, называемой внешней эластичной мембраной. Средняя оболочка (особенно в артериях) может быть богата гладкими мышцами, которые контролируют диаметр сосуда. Вены не имеют внешней эластичной мембраны — только внутреннюю. Средняя оболочка в артериях толще, чем в венах;
- Внешний слой (лат. tunica adventitia) — адвентициальная оболочка и самый толстый слой у вен. Он полностью состоит из соединительной ткани. Он также содержит нервы (лат. nervi vasorum), и в крупных кровеносных сосудах (например, в аорте) — сосуды сосудов (лат. vasa vasorum)[15].

## Заболевания сосудов
- Атеросклероз
- Болезнь Бюргера
- Варикозное расширение вен
- Раны
- Тромбофлебит